# Арнульф III (граф Тернуа)
Арнульф III (фр. Arnoul III; помер у 1019) — граф Тернуа з близько 988 року, другий син графа Булоні Арнульфа II, після смерті якого успадкував частину батьківських володінь. Під час війни між Фландрією і Францією, що вибухнула в 991 або 992 році, він, ймовірно, тримав сторону короля Роберта II Благочестивого. У період з 993 по 995 рік Арнульф був на деякий час відлучений від церкви через суперечки щодо доменів, які свого часу відібрав граф Фландрії та Булоні Арнульф I у абатства Сен-Рик'є.
Після того як в 995 році граф Фландрії Балдуїн IV став повнолітнім, його активна політика почала загрожувати інтересам Тернуа. За припущенням Х. Таннера, або Арнульф, або його брат Балдуїн II, граф Булоні, могли бути відповідальні за зведення декількох замків для оборони від фламандських набігів в Артуа. Після смерті Арнульфа граф Фландрії вдерся в Тернуа, в результаті чого почалася війна. За її підсумками частина Тернуа була розділена між Фландрією і Булонью. Південно-східна частина, пізніше названа графство Сен-Поль, дісталася якомусь Роже, що став вірним союзником графа Булоні.

## Походження

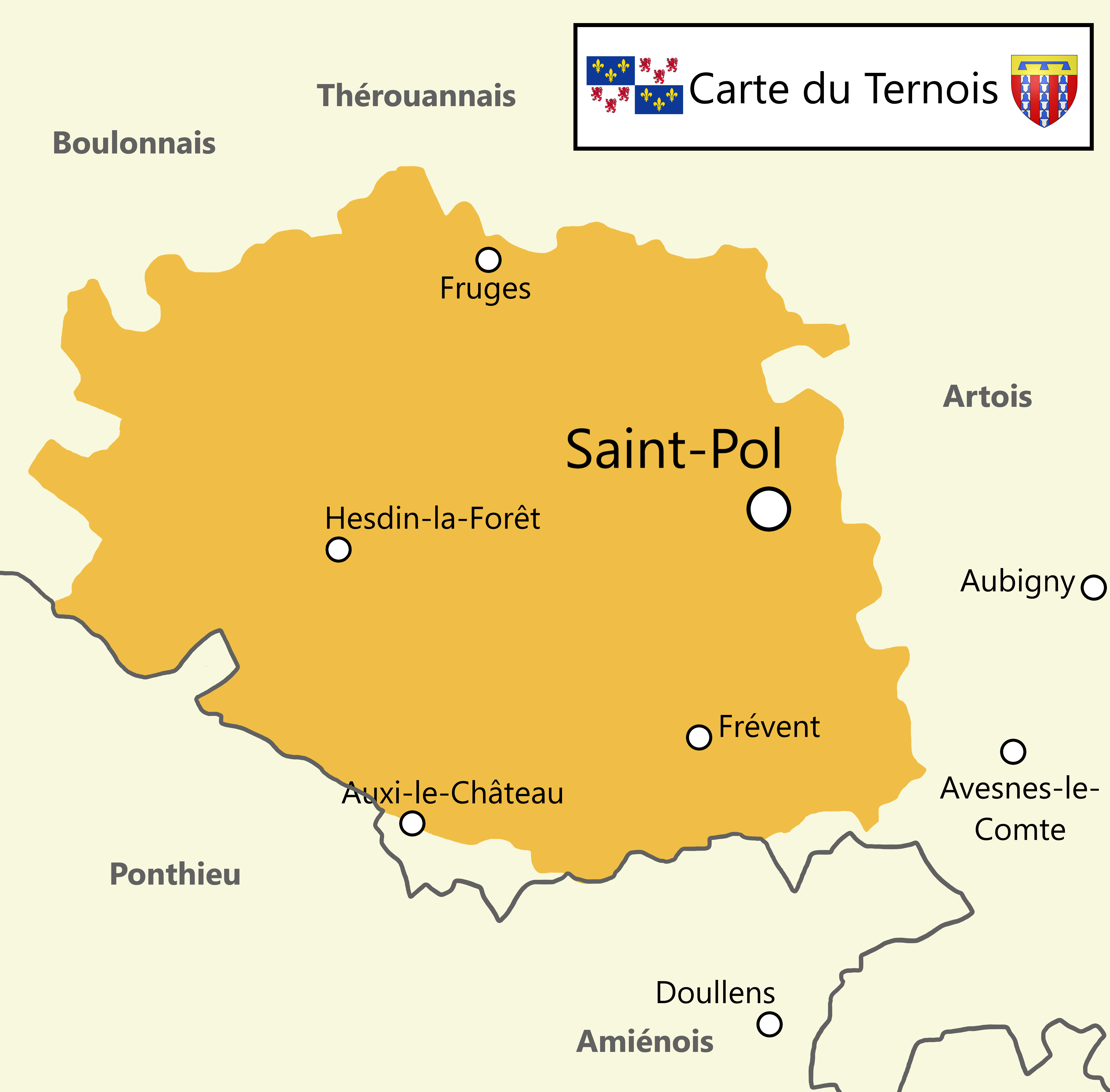
Тернуа

Арнульф походив з булонської гілки Фландрського дому, родоначальником якого був граф Фландрії Балдуїн I Залізна Рука. Його син, граф Балдуїн II (помер у 918), після 892 року захопив контроль над графствами Тернуа і Булонь. Після смерті Балдуїна II ці графства отримав його син Адалульф, який був убитий в 933 році, після чого його володіння захопив брат — граф Фландрії Арнульф I Великий. Він позбавив спадщини своїх племінників. Однак після його смерті король Лотар повернув Булонь і Тернуа Арнульфу II, синові Адалульфа.
Ймовірно, синами Арнульфа II були Балдуїн II, який став графом Булоні, і Арнульф III, який успадкував графство Тернуа.

## Життєпис
Арнульф III став графом Тернуа близько 988 року. У момент смерті графа Арнульфа II спадкування його володінь синами, ймовірно, пройшло безконфліктно.
В історіографії усталилася думка, що графи Булоні та Тернуа були з 962 року васалами графів Фландрії. Однак Х. Таннер зазначає, що немає документальних доказів цього зв'язку. Історик вважає, що мирна угода 962 року, за якою Булонь і Тернуа після втручання короля Лотаря були повернуті законному спадкоємцю, спростовує цю думку. Крім того, жодна зі збережених хартій, виданих правителями Фландрії після 962 р., не стосується угод, здійснених графами Булоні та Тернуа в 962—1019 роках. Хоча графство Ланс та інші частини Артуа, якими після 978 року володіли графи Булоні та Тернуа, входили до вищої юрисдикції графа Фландрії, Булонь і Тернуа були подаровані особисто королем. На думку Х. Танера, їх правителі вважалися незалежними графами.
Після смерті графа Фландрії Арнульфа II його спадкоємцем у 988 році став неповнолітній син Балдуїн IV. Однак на спадщину заявив претензії двоюрідний брат — граф Гента Арнульф, який заявив, що той є незаконнонародженим. Арнульф III і його брат Балдуїн слідом за королем Франції Гуго Капетом, мабуть, підтримали свого юного родича. У тому ж 988 році граф Тернуа засвідчив саму ранню хартію молодого графа про дарування собору Святого Петра в Генті маєтка, що розташовувався близько Ланса. Х. Таннер вважає, що присутність Арнульфа III і його брата при фландрському дворі в 988 році пояснюється їх лояльністю королю Франції. Немає ніяких свідчень, що вони пізніше були як то пов'язані з Балдуїном IV, ніяких інших його хартій графи Тернуа і Булоні не підтверджували.
Надалі Арнульф III продовжив залишатися союзником Капетингів. Роберт II Благочестивий розлучився з матір'ю Балдуїн IV Сусанною і відмовився повернути Монтрей (частина її приданого). Через це в 991 або 992 році між Францією і Фландрією вибухнула війна. Х. Таннер вважає, що в цьому конфлікті Арнульф III і його брат зберегли лояльність королю Роберту.
Про подальшу діяльність Арнульфа III відомо мало. Між 993 і 995 роками він був відлучений від церкви за те, що відмовився повернути володіння, які свого часу забрав у абатства Сен-Рик'є граф Фландрії та Булоні Арнульф I. Окремо були відлучені від Церкви граф Фландрії Балдуїн IV і його матір, оскільки спірні володіння знаходилися не тільки в Тернуа, але й у Фландрії. Щоб розв'язувати питання, абат Інгелард звернувся до короля і Папи Римського. Через кілька років графи були змушені поступитися спірні володіння абатству, після чого інтердикт був знятий.
У 995 році граф Фландрії Балдуїн IV став повнолітнім, після чого зайнявся зміцненням своєї влади в Східній Фландрії, яка ослабла за час його малолітства. Це стало загрожувати територіальним інтересам як Тернуа, так і Булоні. Для оборони від фламандських набігів в Артуа, затиснутому між Лансом і Тернуа, було побудовано кілька незалежних замків. Вони утворили два оборонних півкільця в Північному Артуа. Одним з них був заснований Арнульфом III близько 990 року замок Сен-Поль. Х. Таннер вважає, ці замки могли бути зведені графами Тернуа або Булоні. За іншою гіпотезою, вони були побудовані незалежно від них, але брати у відповідь на загрозу з боку Балдуїна IV уклали союз з їх каштелянами. Ці замки зберігали незалежність від графів Фландрії аж до 1020-х років.
Арнульф III помер у 1019 році. Балдуїн IV скористався цим і вдерся у Тернуа. Балдуїн II, брат покійного графа, звернувся за допомогою до короля Роберта II, який обложив графа Фландрії в Сент-Омері. У 1020 році, можливо, у зв'язку з цією ж кампанією, на Гент напав імператор Генріх II. Військові дії закінчилися миром, за яким Балдуїн IV зберіг Сент-Омер і північну частину Тернуа, Балдуїн II — Булонь і Ланс. Південно-східна частина графства, яка згодом стала графством Сен-Поль, була передана якомусь Роже, походження якого невідоме; він став вірним союзником графа Булоні.

## Шлюб і діти
Ім'я дружини Арнульфа невідоме. З джерел відомо, що у нього було двоє невідомих по іменах дітей, з яких мінімум один син. Їх доля не відома; можливо, що вони померли раніше батька.